# Virtuális youtuber

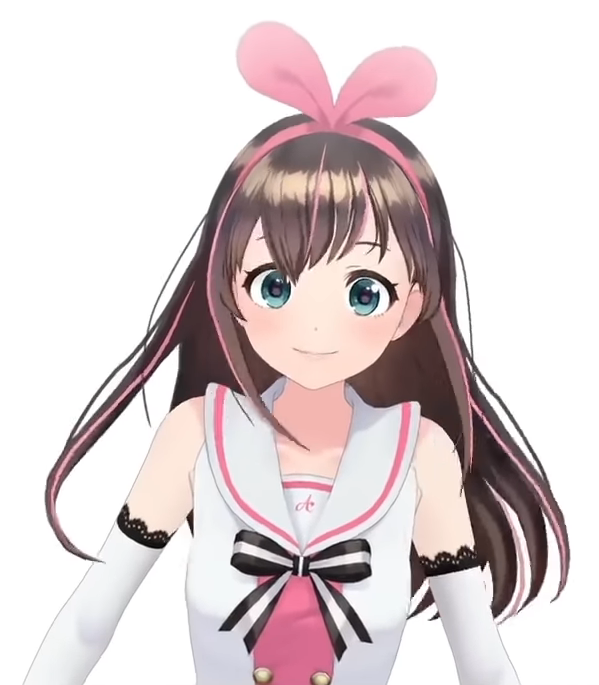
Kizuna AI volt az első VTuber, aki áttörő népszerűségre tett szert.

A VTuber (japánul: ブイチューバー, Hepburn: BuiChūbā) vagy virtuális YouTuber (バーチャルユーチューバー, bācharu YūChūbā) olyan online előadóművész, aki számítógépes grafika segítségével létrehozott virtuális avatárt használ. A mozgás rögzítésére gyakran - de nem mindig - valós idejű mozgásrögzítő szoftvert vagy technológiát használnak. A digitális trend a 2010-es évek közepén Japánból indult, és a 2020-as években vált nemzetközi online jelenséggé. A VTuberek többsége angolul és japánul beszélő YouTuber vagy élő közvetítő, akik avatar dizájnt használnak. 2020-ra már több mint 10 000 aktív VTuber volt. Bár a kifejezés a YouTube videoplatformra utal, olyan weboldalakat is használnak, mint a Niconico, a Twitch, a Facebook, a Twitter és a Bilibili.
A "virtuális YouTuber" kifejezést használó első szórakoztatóművész, Kizuna AI 2016 végén kezdett el tartalmakat készíteni a YouTube-on. Népszerűsége egy VTuber-trendet indított el Japánban, és ez ösztönözte a népszerűsítésükre szakosodott ügynökségek létrehozását, köztük olyan jelentős ügynökségekét, mint a Hololive Production, a Nijisanji és a VShojo. A rajongói fordítások és az idegen nyelvű VTuberek a trend nemzetközi népszerűségének növekedését jelzik. A virtuális YouTuberek hazai reklámkampányokban tűntek fel, és livestreameléssel kapcsolatos világrekordokat döntöttek.

## Áttekintés

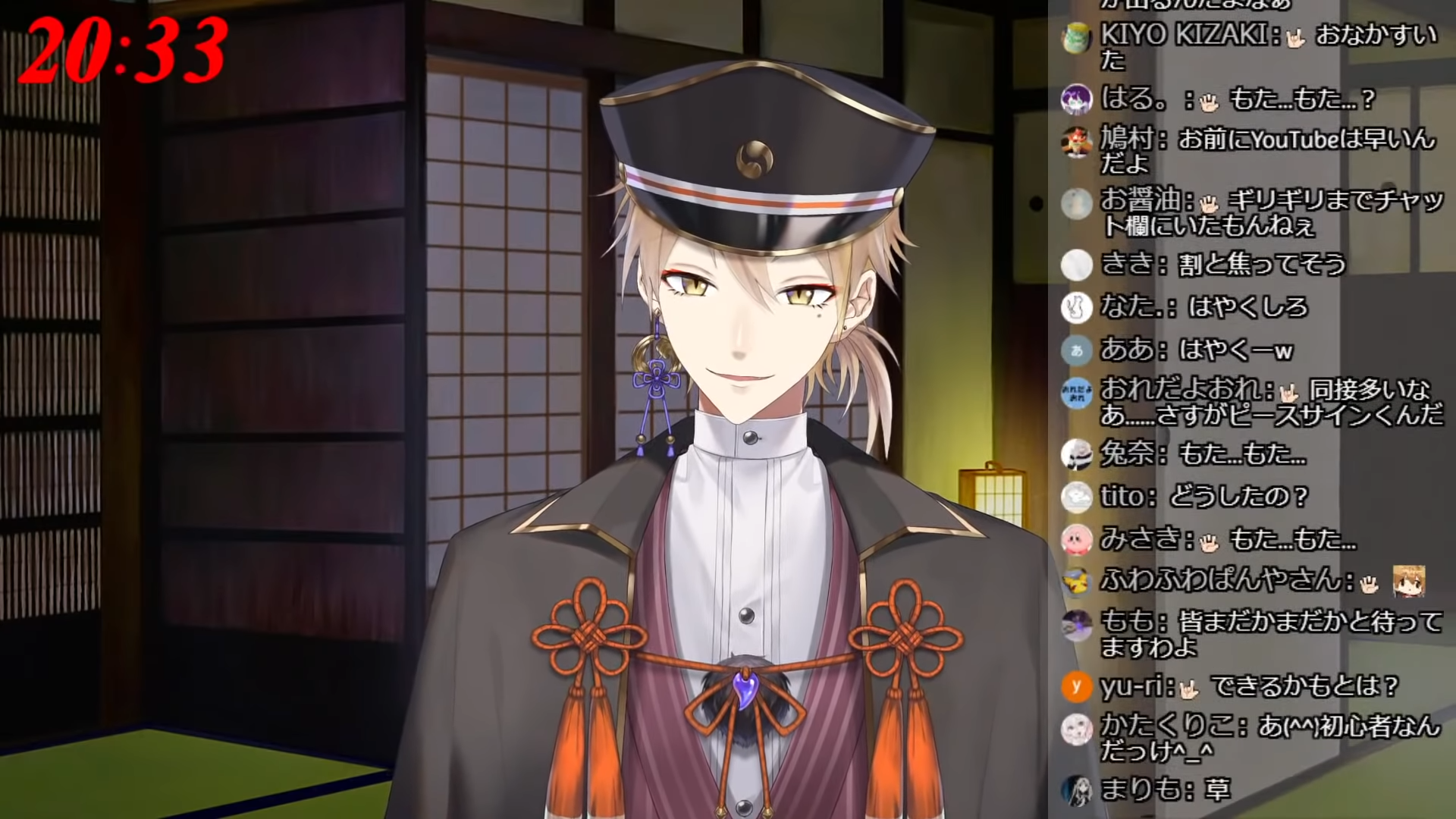
Képernyőkép egy VTuber streamről, ahol a nézők élőben kommunikálnak a karakterrel. A szereplő/előadó a Nijisanji Fushimi Gaku.

A VTuberek olyan online előadóművészek, akik jellemzően 
YouTuberek vagy élő közvetítők. Olyan programokkal létrehozott avatarokat használnak, mint a Live2D, amelyek online művészek által tervezett karaktereket ábrázolnak. A VTubereket nem kötik fizikai korlátok, és sokan közülük olyan tevékenységeket végeznek, amelyeket nem korlátoz a valós identitásuk. Egyes VTuberek, különösen a marginalizált közösségekhez tartozók, személyes kényelmi és biztonsági okokból avatarokat használnak online identitásuk tükrözésére. A transznemű VTuberek használhatják avatárjukat, hogy jobban tükrözzék a közönségük számára előnyben részesített megjelenési formájukat.
A VTubberek gyakran kayfabe-karakterként mutatják be magukat, ami nem különbözik a profi birkózástól; Mace, egy WWE-birkózó, aki 2021-ben maga is VTuberként kezdett streamelni a Twitch-en, megjegyezte, hogy a két szakma "szó szerint ugyanaz a dolog".
A VTuberek a japán populáris kultúrához és esztétikához, például az anime és a manga, valamint az emberi vagy nem emberi tulajdonságokkal rendelkező moe antropomorfizmushoz kapcsolódnak. Egyes VTuberek antropomorf avatarokat, azaz nem emberi karaktereket, például állatokat használnak.

### Technológia

Egy vtuber, aki kézkövetést használ

A VTuber avatárját általában egy webkamera és egy szoftver segítségével animálják, amely rögzíti a streamer mozgását, arckifejezését és szájmozgását, majd ezeket egy két- vagy háromdimenziós modellhez képezi le. Ingyenes és fizetős programokat is kifejlesztettek a modellek betöltésére és a mozgásrögzítésre, némelyikük webkamera nélkül is használható (bár előre meghatározott animációkkal), némelyikük pedig támogatja a virtuális valóság hardvert vagy a kézkövető eszközöket, mint például a Leap Motion Controller.
Egyes programok a rendszer erőforrásainak megtakarítása érdekében a mozgáskövetést mobilalkalmazásokon keresztül külső telefonkamerákra helyezik át, és kihasználják a hardveres funkciókat (például az iPhone Face ID-jét), amelyek pontosabb mozgásrögzítést tesznek lehetővé. 2022-ben a VTube Studio kiadott egy frissítést, amely lehetővé teszi az AI-gyorsított arcmozgások rögzítését Nvidia RTX grafikus kártyák használatával.
A saját fejlesztésű Live2D animációs szoftvert jellemzően rajzolt textúrákból felépített kétdimenziós modellek rigelésére használják, míg az olyan programok, mint a VRoid Studio, háromdimenziós modellek létrehozására használhatók. A megrendelt modellek ára a részletességtől függően akár 2000 USD is lehet. A megrendelt modellek ára a részletességtől függően akár 2000 USD is lehet. Ezzel szemben egyes VTuberek, akiket a köznyelvben "PNGTuberek"-nek neveznek (a PNG képformátumra utalva), statikus sprite-okat használnak, nem pedig riggelt modellt.

### Ügynökségek és forgalmazás
A nagy VTubbereket gyakran tehetségkutató ügynökségek foglalkoztatják, amelyek üzleti modellje a japán bálványügynökségek által használt üzleti modellekhez hasonlóan működik. A streamereket egy ügynökség alkalmazza (néha nyílt meghallgatásokon keresztül), hogy a vállalat által kifejlesztett karaktereket ábrázoljanak, amelyeket aztán merchandising és egyéb promóciós megjelenések, valamint hagyományos bevételi források, például a videóik monetizálása és a nézői adományok révén értékesítenek. Egy másik, a bálványcsoportokból fennmaradt dolog a "graduation" (ballagás) kifejezés használata, amely arra utal, hogy egy VTuber visszavonul a karakterétől és/vagy békésen elhagyja az ügynökséget.
Az ügynökségeknél a VTuberek karaktere és egyéb értékei gyakran az ügynökség szellemi tulajdonát képezik; a korábbi vállalati VTuberek átállhatnak a független streamingre egy másik személyiség alatt, és korábbi személyazonosságukat nyílt titokként kezelik. Egyes ügynökségek és csoportok, mint például az amerikai VShojo, elsősorban a meglévő független VTuberek toborzására és népszerűsítésére összpontosítanak, mint kollektív csapat, ahelyett, hogy saját karakterek ábrázolására vennének fel streamelőket.

## Történelem

### Elődök
2010. február 12-én a vizuális regényeket gyártó Nitroplus elkezdett videókat feltölteni YouTube-csatornájára, amelyekben kabalafigurájának, Super Sonicónak animált 3D-s változata látható, aki általában magáról vagy a céggel kapcsolatos kiadványokról beszél a közönségnek.Sablon:Primary source inline 2011. június 13-án az Egyesült Királyságban élő japán vlogger, Ami Yamato feltöltötte első videóját, amelyben egy animált, virtuális avatár beszél a kamerába. 2012-ben a japán Weathernews Inc. cég egy Vocaloid stílusú karaktert mutatott be Weatheroid Type A Airi néven a SOLiVE24-en, a Nico Nico Douga 24 órás időjárás élő közvetítésén, a YouTube-on és a weboldalukon. 2014-ben Airi saját szólóműsort kapott minden csütörtökön, és mozgóképes élő adásba kezdett.
A FaceRig indie szoftver 2014-ben indult az Indiegogón, mint uniós crowdfunding projekt, majd még abban az évben megjelent a Steamen, és ez lett az első olyan szoftvercsomag, amely lehetővé tette az otthoni élő avatárokat az arc mozgásának rögzítésével, amelyet aktívan használni kezdtek a streaming weboldalakon és a YouTube-on. A Live2D szoftver modul lehetővé teszi a 2D-s avatarokat, és egy évvel később, 2015-ben a Live2D, Inc.

### Áttörés

A Cover Corporation alá tartozó Hololive Production több mint 60 VTubert irányít a világ minden tájáról hat ágon: hololive, hololive ID, hololive EN, HOLOSTARS, HOLOSTARS EN és hololive DEV_IS.

Az AnyColor Inc. alá tartozó Nijisanji több mint 160 VTubert irányít a világ minden tájáról két fiókban: NIJISANJI és NIJISANJI EN.

A VShojo 2020 novemberében alakult a nyugati világ egyik első VTuber ügynökségeként.

2016 végén debütált a YouTube-on Kizuna AI, az első VTuber, aki áttörő népszerűséget ért el. Ő volt az első, aki kitalálta és használta a "virtuális YouTuber" kifejezést. Az Activ8 digitális produkciós cég által létrehozott és Nozomi Kasuga által megszólaltatott Kizuna AI a rajongókkal való "valódi intimitás" érzését keltette, mivel reagált a kérdéseikre. Tíz hónapon belül több mint kétmillió feliratkozója volt, később pedig a Japán Nemzeti Turisztikai Szervezet kulturális nagykövete lett. Kizuna Ai népszerűsége a hagyományos webkamerás YouTuberek túltelítettségének és a karakterek olyan aspektusainak tulajdonítható, amelyekre a közönség nem számítana. Kizuna Ai például barátságos megjelenése ellenére gyakran káromkodik a videóiban, amikor frusztrált lesz játék közben.

### A VTuber trend
Kizuna AI hirtelen népszerűsége egy VTuber-trendet indított el. 2018 májusa és július közepe között az aktív VTuberek száma 2000-ről 4000-re nőtt. Kaguya Luna és Mirai Akari követte Kizunát a második és harmadik legnépszerűbb VTuberként, 750 000 és 625 000 feliratkozóval. Nekomiya Hinata és Siro, két másik korai VTuber, hat hónap alatt 500 000 követőre tettek szert.
2018 elején az Anycolor Inc. (akkor még Ichikara néven) megalapította a VTuber ügynökséget, a Nijisanji-t. Nijisanji segített népszerűsíteni a Live2D modellek használatát a korábbi 3D modellekre való összpontosítás helyett, valamint a livestreaming felé való elmozdulást a szerkesztett videók és klipek helyett, ami a VTubers, például Kizuna Ai standardja volt. Nijisanji segített népszerűsíteni a Live2D modellek használatát a korábbi 3D modellekre való összpontosítás helyett, valamint a livestreaming felé való elmozdulást a szerkesztett videók és klipek helyett, ami a VTubers, például Kizuna Ai standardja volt. A Cover Corporation, amely eredetileg kiterjesztett és virtuális valóság szoftvereket fejlesztett, a Hololive megalapításával a VTuberekre helyezte át a hangsúlyt.
A kezdeti japán sikert követően az anime és manga rajongók körében tapasztalt vonzalmuk révén a trend nemzetközileg is terjedni kezdett. Az olyan ügynökségek, mint a Hololive és a Nijisanji fiókokat hoztak létre Kínában, Dél-Koreában, Indonéziában és Indiában, valamint a globális közönséget célzó angol nyelvű fiókokat. Időközben számos országban, Japántól az Egyesült Államokig, megjelentek a független VTuberek. 2018 júliusában a VTuberek együttes előfizetőinek száma 12,7 millió volt, és összesen több mint 720 millióan látták őket. 2020 januárjára már több mint 10 000 VTuber volt.
A COVID-19 járvány 2020-ban a videojátékok élő közvetítésének általános nézettségének általános növekedéséhez vezetett, ami hozzájárult ahhoz, hogy a VTuberek mainstream jelenséggé váljanak. A VTuberrel kapcsolatos tartalmakra irányuló Google-keresések 2020-ban megnövekedtek, ami a Hololive angol nyelvű ágának 2020. szeptemberi elindításához vezetett. 2020 augusztusában a YouTube-on minden idők tíz legnagyobb Super Chat keresője közül hét VTuber volt, köztük a Hololive-tag Kiryu Coco az első helyen, aki addigra körülbelül 85 millió jent (2020-ban körülbelül 800 000 USD) keresett. A VTuberek a YouTube 300 legjövedelmezőbb csatornájának 38%-át tették ki, 26 229 911 USD összbevétellel (amelynek nagyjából a fele a nézők adományaiból származik).
Ezzel párhuzamosan a VTuberek népszerűsége tovább nőtt a Twitch-en, számos neves angol nyelvű VTuberrel, például a VShojo tagjaival, Projekt Melodyval és Ironmouse-szal. Pokimane szintén kísérletezett avatár-alapú streameléssel is egy VTuber művésztől megrendelt modell segítségével.
2020 szeptemberében az Anycolor létrehozta az "Agresszív cselekedetek és rágalmazás elleni védekező csoportot", hogy tanácsadást nyújtson a zaklatás áldozatainak, és jogi lépéseket tegyen a zaklatás elkövetői ellen, különösen a japán szórakoztatóipart sújtó online zaklatás ellen. Ez a bejelentés annak nyomán történt, hogy a Hololive VTuber Mano Aloe mindössze kétheti tevékenység után online zaklatás miatt visszavonult.
A YouTube 2020-as Kultúra és trendek című jelentése a VTubereket emeli ki az év egyik kiemelkedő trendjeként, októberig havi 1,5 milliárd megtekintéssel.
2021. március 30-án a Kizuna AI-t Ázsia 60 legjobb influencerének egyikévé választották.
2021 májusában a Twitch hozzáadta a VTuber címkét a streamekhez a címkézési rendszer szélesebb körű kiterjesztésének részeként.
2021 júliusában Gawr Gura - a Hololive első angol ágának tagja - megelőzte Kizuna Ai-t, mint a YouTube legtöbbet feliratkozott VTubere.
A Cover vezérigazgatóját, Motoaki "Yagoo" Tanigót a Forbes Japan 2022. januári számában Japán 20 legjobb vállalkozója közé választotta. A következő hónapban, egy subathon esemény közepette Ironmouse összegyűjtötte a legnagyobb számú aktív fizetett előfizetést a platform összes streamere közül, bár még mindig elmaradt a Ludwig által korábban felállított általános rekordtól. Az Amazon anyavállalat által szolgáltatott adatok szerint a Twitch-en található VTubing-tartalom 2021-ben 467%-kal nőtt az egy évvel korábbihoz képest. 2022 decemberében a független VTuber Neuro-sama figyelmet keltett a Twitch-en, mivel egy beszédszintetizáló rendszerhez csatlakoztatott nagyméretű nyelvi modellt használt a közönségével való interakcióhoz.
2024 februárjában az Anycolort kritika érte a tehetségekkel való bánásmód miatt, miután szerződést bontott a Nijisanji EN streamer Selen Tatsukival. A vállalat "ismételt szerződésszegésekre", "félrevezető nyilatkozatokra a közösségi platformokon", valamint a rajongó alkotóknak fizetett jutalékok késedelmes kifizetésére hivatkozott. Későbbi nyilatkozataiban (független VTuber Dokibird néven) azt állította, hogy 2023 decemberében "belülről jövő zaklatás" miatt került kórházba, és "számos hónapon keresztül mérgező és rossz környezetben volt, ami a töréspontomhoz vezetett". A megbízási díjakra vonatkozó állításokat olyan művészek is cáfolták, akik Tatsukinak dolgoztak, aki személyesen fizetett nekik. A Nijisanji kezelésével és a vitára adott válaszával kapcsolatos kritikák az Anycolor részvényárfolyamának csökkenéséhez vezettek, több Nijisanji streamer pedig bejelentette, hogy szünetelteti a közösségi média tevékenységét.
2024 szeptemberében a Vtuber Ironmouse több mint 320 000 aktív fizetett előfizetőt ért el a Twitch-en, ezzel megelőzte a korábbi rekordtartót, Kai Cenatot.

## Szerepük a marketingben

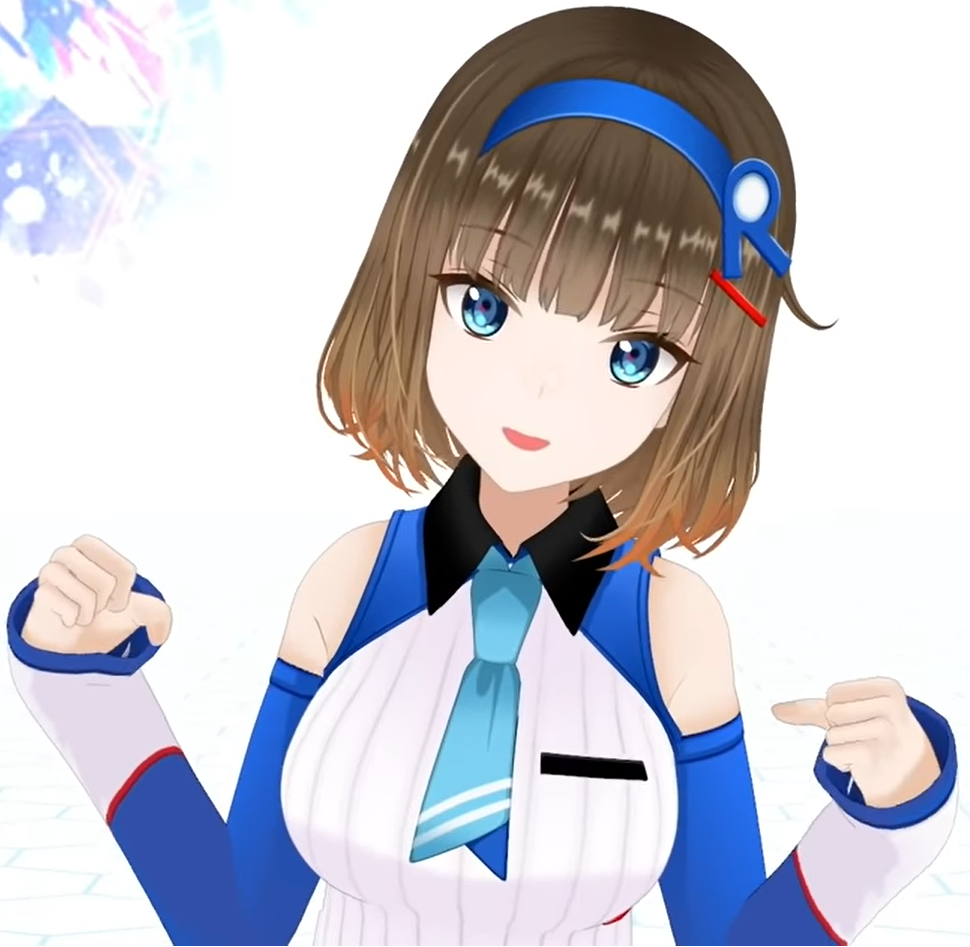
Nebasei Cocoro, VTuber és a japán Rohto Pharmaceutical vállalat képviselője.

Népszerűségüknek köszönhetően a vállalatok és szervezetek virtuális YouTuberekkel hirdetik, illetve hívják fel a figyelmet termékeikre vagy szolgáltatásaikra. Amikor a SoftBank 2018-ban bejelentette az iPhone XS és XS Max megjelenését, a Kizuna AI részt vett a marketing kampányban, és a csatornáján reklámozta a termékeket.
Egyes szervezetek és vállalatok saját VTuber-karaktereiket alkalmazzák kabalaként a marketingben. Ide tartozik a japán Ibaraki prefektúra kormánya (ahol létrehozták Ibaraki Hiyori karakterét), a Netflix streaming szolgáltatás (megalkották N-kot, aki az anime tartalmakat népszerűsítő videókban szerepel), a Sega (úgy tervezték, hogy Jun'ichi Kanemaru, Sonic a sündisznó japán szinkronhangja a karaktert alakítva élő közvetítéseket fog adni) és anime streaming szolgáltatással a Crunchyroll (2021 októberében elindítottak egy YouTube-csatornát kabalájuk, Crunchyroll-Hime számára). A Fukuoka SoftBank Hawks baseballcsapatnak két VTuber kabalája van, Takamine Umi (más néven Hawk Kannon Sea) és Aritaka Hina, mindkettőt 2020-ban mutatták be. Saját YouTube-csatornájuk és Twitter-fiókjuk van. Alkalmanként felbukkannak a Fukuoka PayPay Dome videotábláján.
2018 augusztusában a Wright Flyer Live Entertainment kiadott egy mobilalkalmazást, amely lehetővé teszi a VTuberek számára, hogy élőben közvetítsenek videókat, monetizálják azokat, közben pedig kapcsolatba lépjenek a nézőikkel. A tokiói sajtótájékoztatón a Wright Flyer Live Entertainment vezetője kijelentette: "csak a VTuberek számának növelése nem eléggé hatékony. Azt akarjuk, hogy folytassák, amit elkezdtek. Ehhez elengedhetetlen, hogy rajongókat tudjanak gyűjteni és pénzt kereshessenek a tevékenységeikkel. Ezért egy platform biztosításával támogatjuk őket." Ezután a Wright Flyer Live Entertainment anyavállalata, a Gree, Inc. 10 milliárd jent (89,35 millió dollár) fektetett a VTuberekbe, valamint 10 milliárd jen értékesítési célt tűzött ki 2020-ig.
2019. június 24-én a VTuber Kaguya Luna a Nissin Foods-szal együttműködve a Yakisoba UFO tészta reklámozására élő közvetítést tartott egy héliumballonhoz csatlakoztatott okostelefonnal. Az adás végére az okostelefon elérte a 30 kilométeres tengerszint feletti magasságot. A Guinness-rekordok könyve szerint ez volt a legmagasabb tengerszint feletti magasságban rögzített élő közvetítés, ezzel megdöntve a korábbi 18,42 kilométeres (11,45 mérföldes) rekordot.
A Good Smile Company 2018-ban megkezdte a Kizuna Ai nendoroidok gyártását, és a 2020-as évek óta teljes erőbedobással készítenek különféle japán és nemzetközi VTuber szobrokat PVC-ből.
2020 novemberében két japán VTuber, Ayapan és Jajami meghívást kaptak tokiói brazil nagykövetségtől, hogy mutassák be a brazil nagyközönség számára készített tartalmukat és azt, hogyan dolgoznak a VTuberek. A nagykövetségen találkoztak Eduardo Paes Saboia nagykövettel, aki az elsőszámú kapcsolattartó volt a brazil VTuberekkel.
2021-ben a Hololive angol tagja, Gawr Gura cameo szerepet kapott a Taco Bell amerikai gyorsétteremlánc anime témájú reklámjában (amelynek a premierje a 2020-as tokiói nyári olimpiával egy időben volt látható).
2022 júniusában a Hololive tagja, Inugami Korone lett a Sonic a sündisznó franchise hivatalos márkanagykövete Japánban. Később szerepelt a Sonic a sündisznó 2 filmben az egyik karakter szinkronszínészeként, és Korone-témájú letölthető tartalmat is kiadtak a Sonic Frontiers játékhoz. Emellett cameo szerepet kapott a Yo-kai Watch egyik epizódjában, amelyet 2023 márciusában adtak le.
2023 novemberében az Arashi tagja, Kazunari Ninomiya, aki 2014 óta dolgozik a Puzzle & Dragons-szal (Arashival, 2021-től pedig saját magaként), VTuber lett a legújabb CM-kampányban.
2024 júliusában a Los Angeles Dodgers promóciós estét tartott a Hololive Production társaságában a Milwaukee Brewers elleni meccsen, ahol a Hololive tehetségei, Usada Pekora, Gawr Gura és Hoshimachi Suisei szerepeltek.

## Lásd még
- Aniforms
- Avatar (computing)
- Content creation
- Internet celebrity
- Japán idol
- Japanese popular culture
- Video gaming in Japan
- Virtual actor
- Virtual character
- Virtual idol
- Virtual influencer
- Vtuber Awards

## További olvasnivalók
- Creative Context: Creativity and Innovation in the Media and Cultural Industries. Springer Singapore (2020. április 23.). ISBN 9789811530562